# Corrales (apellido)
Corrales es un apellido español originario del antiguo reino de Castilla (actual España). Se estima que más de 150 mil personas en el mundo llevan este apellido y casi 100 mil en su variante Corral.

## Etimología
Deriva de la palabra Corral, de cohors-tis y curtis en latín popular, corte en castellano antiguo como cour en francés y cortile en italiano, significa en primer término «lugar cercado y descubierto».
El origen del apellido Corrales se remonta a los cantos de gesta castellanos de la Edad Media. El antiguo nobiliario de Alonso López de Haro (1622) refiere el apellido de Corral a la leyenda y a los tiempos de Fernán González, primer conde soberano de Castilla que lo habría dado a uno de sus caballeros en la guerra o cerco de Sepúlveda (Segovia) en 940 y «nunca  antes, dice, hacen mención las crónicas de este apellido.»
El enfrentamiento lo describe León Corral en su crónica sobre el origen de este apellido así:

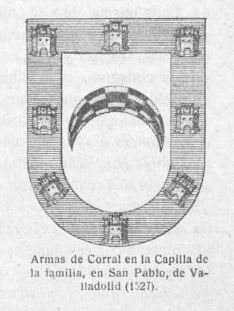
Escudo de armas de del Corral en la capilla familiar en San Pablo de Valladolid (1527). En notas heráldicas sobre el apellido del Corral (Moral Röten, C. p, 11. 1918)

Un moro, sin duda de los más preciados de la ciudad, retó a singular combate a los caballeros cristianos. El reto fue aceptado por uno de los que acompañaban al Conde, que venció y dio muerte al  moro, cortándole la cabeza. Un corral de «piedra  seca» fue el improvisado palenque en que tan alta quedó la honra y altivez del ejército  castellano. Y como premio y memoria de este suceso el Conde dio al caballero el apellido de Corral «y la luna que el moro traía  y su  escudo;  y por ser el corral de piedra seca, los escaques de oro y negro y el campo blanco, y los ocho castillos de oro que  trae por orla en campo azul.

## Origen histórico
Las referencias históricas ubican el origen de este apellido en Palencia y Valladolid. En documentos públicos la primera vez que se encuentra el apellido de Corral es en un contrato que se conservaba en el Archivo de Calatrava fechado en 1215 en que figura como testigo Juan de Corral vecino de Palencia. Este mismo Juan de Corral aparece también pocos años después desempeñando un delicado cargo de la confianza de Fernando III de Castilla el Santo. También se conserva noticia de Diego de Corral Intendente Principal del mismo Fernando III.
Nuño Fernández de Corral, Señor de Corral, que vivió en el siglo XIV es el origen más remoto que se ha podido establecer con certeza de los Corrales en Sepúlveda, lugar de los cantares de gesta que dan origen al apellido. 
El escudo de armas familiar hace alusión a la leyenda e incluye la media luna invertida que simboliza a su vez la C del apellido. Se tiene referencia de este escudo al menos desde 1305 en Palencia. 
Se conservan versiones de este escudo en Valladolid en la bóveda de la antigua capilla de la familia en la iglesia de San Pablo, la primera de la nave de la epístola, frente al púlpito, bóveda intacta desde 1527. 
Se encuentra también este escudo en la otra capilla de los Corrales en la Magdalena de Valladolid, en la pared de la izquierda en 1621 sobre el enterramiento de Luis de Corral, padre de Diego de Corral y Arellano. En la misma ciudad, en la fachada de la casa de Santa María de Prado, que existía ya en el siglo XIV formando parte del primer mayorazgo de Corral, reedificada a mediados del siglo XVI y hoy comprendida en la finca denominada El Palero, junto al monasterio de Prado, hoy Manicomio  provincial, existen unos escudos de piedra de aquella última la fecha, uno a cada lado de la puerta principal que mira al Oriente. El de derecha, en el segundo de sus cuarteles, lleva el mismo blasón de Corral.
El apellido con el paso del tiempo se fue transformando de Corral a Corrales en algunos países como Costa Rica.
El primero con este apellido del que se tiene referencia en América es Cristóbal del Corral, fue alférez de Hernán Cortes y arribó en 1519 para la conquista de México. En 1520 sirvió de Regidor en Villa Segura de la Frontera, actual Tepeaca, Puebla.
El segundo del que hay noticia es Juan del Corral que arribó a México en la nave de Juan Núñez Sedeño que se sabe formó parte de la conquista de México con Hernán Cortés, participó en la Batalla de Tlaxcala en agosto de 1519. Núñez de Sedeño fue Alcalde Ordinario de Villa Segura de la Frontera y de ahí se asentó en Antequera Oaxaca. Juan del Corral fue Regidor de Antequera, tuvo negocios en Santiago de los Caballeros hoy Antigua, Guatemala y su descendencia dio origen al apellido Bonifaz del Corral, luego Corrales en Costa Rica como consta de escrituras ante escribano de 1548 a 1571 compiladas por la Academia Guatemalteca de Estudios Genealógicos, el Archivo General de Notarías de México y el Archivo General de Indias en Sevilla.